# Rapla
Rapla (en alemán:  Rappel) es una ciudad del centro de Estonia, capital del condado de Rapla. La ciudad es el centro administrativo del municipio de Rapla, al que está unido.
El río Vigala atraviesa Rapla. El municipio colinda con los municipios de Kohila y Juuru al norte, al sur con los de Raikküla y Kehtna y al oeste con el de Märjamaa. En su extremo noroccidental también limita con el municipio de Kernu en el condado de Harju.
Rapla se encuentra a 45 km al suroeste de Tallin.

## Historia
Rapla es mencionada por primera vez en documentos en el año 1241 como Rapal. 
A finales del siglo XIII se construyó la iglesia de María Magdalena, la ciudad y la iglesia pertenecieron en un primer momento al señorío de Alu. En 1478 pasó a control del monasterio de Padise.
Sólo en 1705 Alu y Rapla se separaron constituyendo unidades administrativas diferentes.
A mediados del siglo XIX, en Rapla comenzó un período de progreso. Así, en 1866 fue abierta una farmacia, en 1868 una escuela y un 1893 una estación para las diligencias de correos.
A partir de 1900 el municipio se benefició de la creación de la línea que une Tallin con Viljandi, ya que tiene estación en Rapla. En esta época se instalaron en las cercanías de Rapla una fábrica de ladrillos y otra de refrescos.
En 1945 Rapla consiguió el estatus de pequeño borough (en estonio alevik). Ya en 2003 la población obtuvo los derechos de ciudad, (en estonio vald).

## Lugares de interés

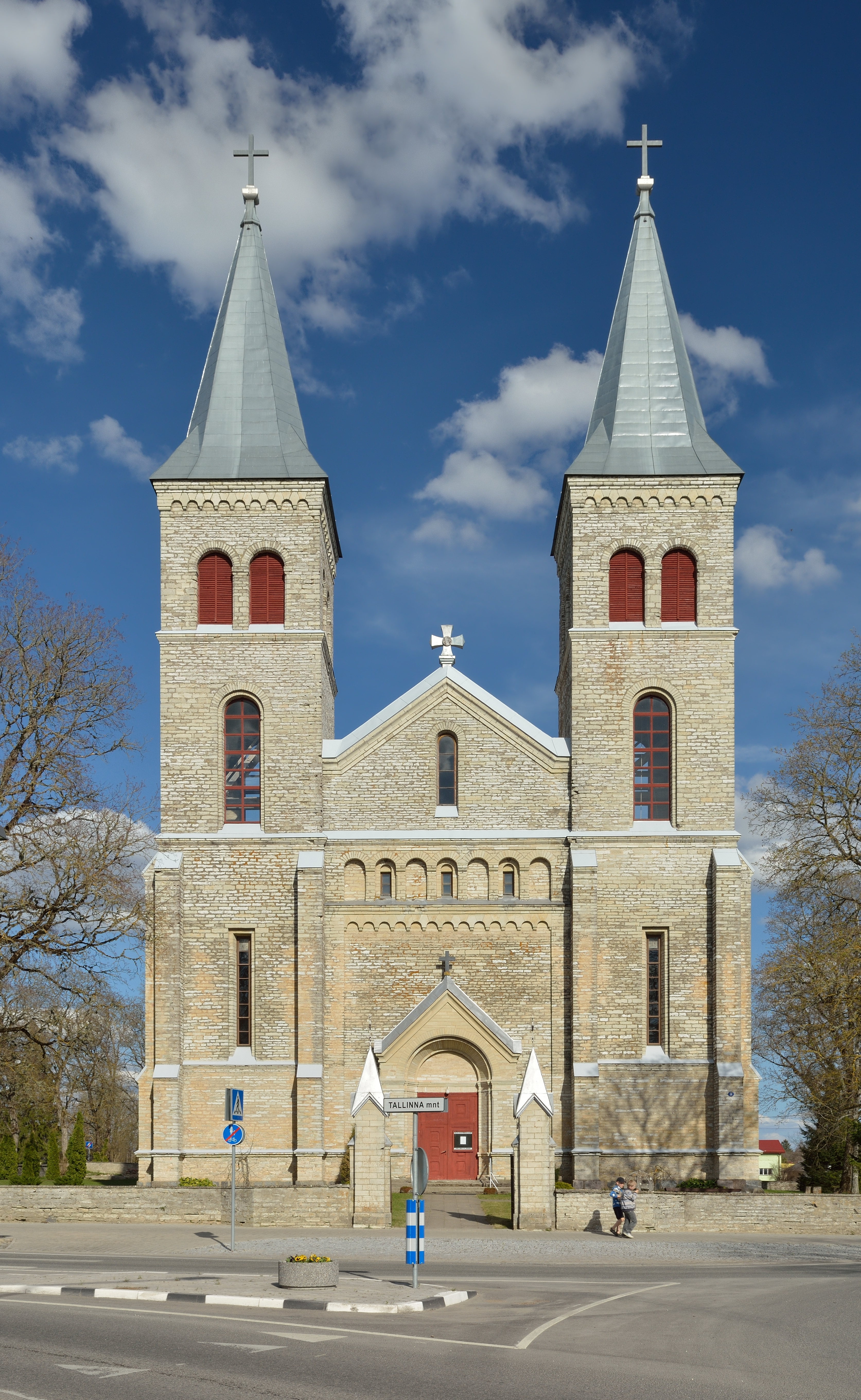
Iglesia de Rapla

- Iglesia de María Magdalena de Rapla.

En 1901 se edificó una nueva iglesia protestante en la orilla norte del río Vigala, con una fachada neo románica y dos torres gemelas. La iglesia de Rapla es más grande que la mayoría de las iglesias estonas, tiene una capacidad para 3000 personas.
Además la iglesia alberga algunas obras de arte de importancia como el púlpito realizado por Christiam Ackermann y un retablo del siglo XIX, obra de Quirinus Rabe.

## Ciudades hermanadas
| Ciudades hermanadas con Rapla | Ciudades hermanadas con Rapla | Ciudades hermanadas con Rapla |
| País                          | Ciudad                        | desde                         |
| ----------------------------- | ----------------------------- | ----------------------------- |
| Noruega                       | Askimi                        | 1999                          |
| Finlandia                     | Kauhava                       | 1991                          |
| Finlandia                     | Nurmijärvi                    | 1990                          |